# Солёные грибы

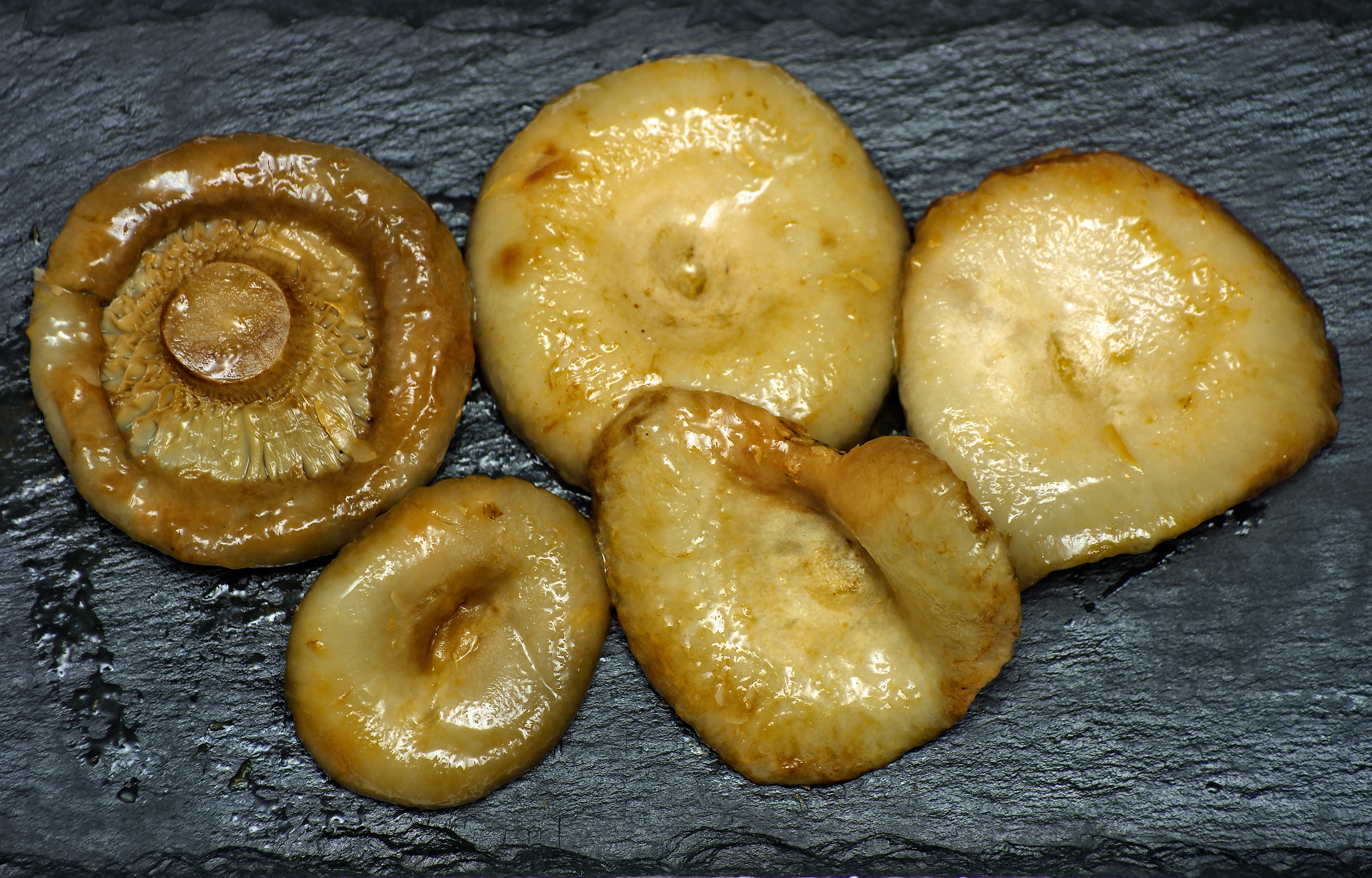
Солёные грузди

У Сухаревой башни много народу — Грибной рынок. В больших бочках, стоящих на санях, привезены в Москву из деревни и сёл грибы солёные: грузди, рыжики, волвянки, белянки, валуи, опята. […] А грибы маринованные — красноголовки подосиновые, берёзовые, опята маринованные — отдельно в банках. Хлопочут крестьяне, захватывая совками из бочек дары русские…
Рыжики солёные-смолёные, монастырские, закусочные... Боровички можайские! Архиерейские грузди, нет сопливей!...
Солёные грибы — консервированные съедобные грибы, подвергшиеся молочнокислому брожению под воздействием поваренной соли, в отличие от маринованных грибов — приготовленные без уксуса. Солёные грибы обладают особым вкусом и ароматом, имеют серебристый цвет, они скользкие и студенистые на вид. Для соления пригодны пластинчатые грибы, самыми ценными из которых считаются грузди и рыжики. Менее ценными солёными грибами считаются подгрузди, белянки, волнушки, сыроежки, валуи, свинушки, чернушки и гладыши. В СССР выпускали солёные грузди и рыжики 1-го и 2-го сортов.
Соление грибов на Руси известно с давних времён, когда пригодные для соления грибы ещё назывались «губами», а грибами именовались только те, что имели шляпку в виде горба, и их, согласно «Домострою», полагалось заготавливать сушкой. Солёными груздями и рыжиками, «сырыми и гретыми», питался в Великий пост царь Алексей Михайлович. Заправленные растительным маслом или сметаной нарезанные или тяпоные (рубленые) солёные грибы с луком, чесноком или зеленью — традиционная закуска в русской кухне, рубленые солёные грибы подают гарниром к блинам наряду с икрой и солёной сельдью. Грибную икру из солёных груздей и волнушек, по словам Н. П. Осипова, не отличить от настоящей. Солёные грибы жарят, а также добавляют наряду с солёными огурцами в картофельный салат и солянку.
В солении грибов применяются холодный и горячий способы. При холодном способе очищенные пластинчатые грибы с горьким млечным соком перед солением вымачивают в течение нескольких дней в холодной часто сменяемой воде, вымоченные грибы теряют едкий вкус, набухают и белеют. При горячем способе соления грибы ошпаривают — помещают на несколько минут в кипящий солевой раствор. Обработанные холодным или горячим способом грибы выкладывают в бочку шляпками вниз, пересыпают сухой солью и придавливают грузом, чтобы они осели и выделили сок. На освободившееся в бочке место выкладывают свежие грибы, пересыпая солью. Заполненную бочку укупоривают и ставят на хранение. При засолке холодным способом грибы готовы через 40—45 дней, при горячем — через 25—30 дней. Готовые солёные грибы хранят в холодном помещении, но не замораживают. Плесень, образующуюся на солёных грибах, удаляют сухой чистой тканью. Для длительного хранения солёные грибы перекладывают из кадки в кастрюлю вместе с рассолом, доводят до кипения и стерилизуют в стеклянных банках.